# Masselotte
 (mars 2009).
Si vous disposez d'ouvrages ou d'articles de référence ou si vous connaissez des sites web de qualité traitant du thème abordé ici, merci de compléter l'article en donnant les références utiles à sa vérifiabilité et en les liant à la section « Notes et références ».
La masselotte est une masse qui a une fonction dynamique utilisée dans divers domaines.

## Métallurgie
En fonderie, la coulée par gravité qu'elle soit en moulage en sable, en coquille métallique ou en carapace sable Croning ; nécessite un masselottage dont les fonctions sont multiples :
- maintenir une masse de métal chaud pendant le refroidissement et le retrait progressif du métal coulé ;
- exercer une pression sur le métal tant que celui-ci est liquide ;
- récupérer les impuretés au passage du métal dans le moule.

Le moule est toujours équipé d’au moins deux masselottes. Une qui est au début de la descente de coulée et l’autre au point le plus éloigné de la pièce et qui récupère les impuretés et maintient une masse de métal chaud.

### Démasselottage
La masselotte est enlevée soit :
- au démoulage ou décochage pour les pièces en fonte GL, soit au moment de la chute de la pièce dans le couloir vibrant, soit au marteau ou la masse par le décocheur ; généralement, la rupture est facilitée par une attaque de cassure prévue à la liaison descente de coulée et de la pièce ;
- au parachèvement par sciage pour les pièces en alliages légers ou par tronçonnage pour les pièces en acier.

## Construction mécanique
La masselotte est un élément entrant dans certaines constructions ou organes mécaniques et dont le rôle consiste à utiliser la force centrifuge pour créer un travail : dans un embrayage centrifuge, la force centrifuge éloigne les masselottes de l’axe de rotation, celles-ci appuient les garnitures sur le tambour qui est entraîné à son tour.

## Automobile

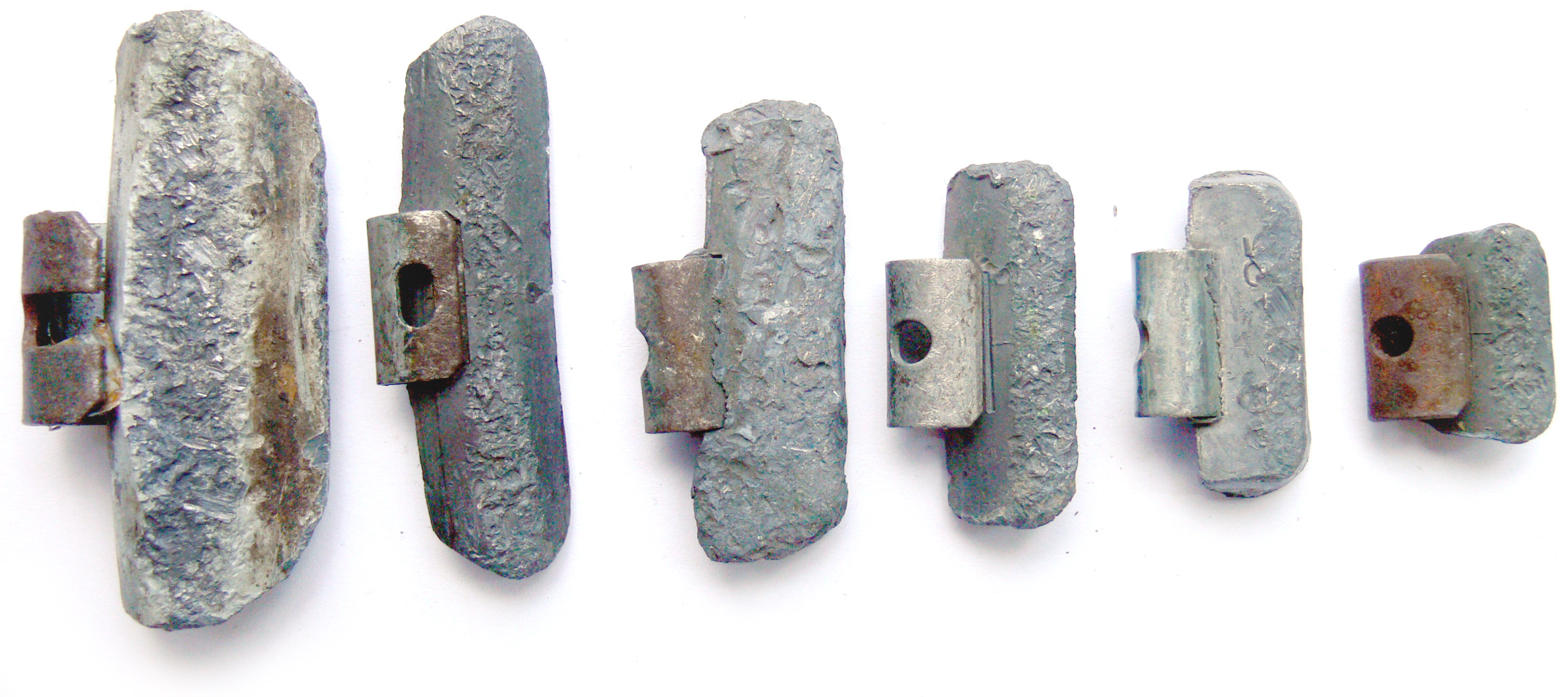
Masselottes d'équilibrage de roues, ici en plomb (peu à peu remplacé par des métaux moins toxiques).

- Équilibrage de roue des véhicules roulants, certainement l’application la plus connue. Des masselottes de plomb (remplacées progressivement par de l’étain ou du zinc selon la directive européenne 2000/53/CE), agrafées et/ou collées sur la jante, corrigent le balourd dû à une mauvaise répartition des masses de la jante même ou/et du pneumatique par rapport à l’axe de rotation. En 2018, des masselottes de zinc (de 5 à 60 g chacune) sont vendues à des prix généralement près de deux fois plus élevés que leurs version en plomb[2].
- Équilibrage de pièces mécaniques en rotation, comme le vilebrequin[réf. souhaitée].

## Mécanique vélo
Une masselotte est présente à la « tête » de chaque câble de frein vélo. Cette masselotte est insérée dans la manette de frein. Il existe deux types de masselottes : chacun des deux types de masselottes correspond à un type de frein (type « route » et type « VTT »).

## Artillerie
Dans une fusée qui équipe les projectiles (obus, torpille), la masselotte est une petite masse qui, au moment de l’impact et par son inertie, vient percuter l’amorce.